# Голубєв Дмитро Вадимович
Дмитро Вадимович Голубєв (рос. Дмитрий Вадимович Голубев; нар. 1 березня 1992, Тоцьке, Оренбурзька область, Росія) — російський футболіст, захисник п'ятигорського «Машука-КМВ».

## Клубна кар'єра
З 2009 року виступав за тольяттинську «Академію». У листопаді 2011 року було оголошено про те, що контракт із Голубєвим уклали «Крила Рад». 16 червня 2013 року перейшов в оренду до «Мордовії», за яку провів єдиний матч 23 липня проти «Єнісея» (3:0). 2014 року орендований «Єнісеєм», але за команду з Красноярська не зіграв жодного матчу. 2015 року виступав за «Зеніт-Іжевськ». У дебютному матчі 24 квітня проти кіровського «Динамо» (2:1) зумів відзначитися забитим м'ячем, який виявився переможним. Сезон 2015/16 років провів у клубі «Волга-Олімпієць». 26 червня 2016 року було оголошено про підписання контракту з клубом «Промінь-Енергія».

## Кар'єра в збірній
Виступав за всі юнацькі збірні Росії, а також молодіжну збірну, у складі якої став володарем Кубку Співдружності. 23 червня 2013 року включений до остаточного списку студентської збірної Росії для участі у Всесвітній Універсіаді в Казані.

## Досягнення
- Другий дивізіон Росії, зона «Урал-Поволжжя»
  -  Срібний призер (1): 2014/15
  -  Бронзовий призер (1): 2015/16

- Кубок Співдружності
  -  Володар (1): 2013